# Републикански път I-3
Републикански път I-3 е първокласен път от Републиканската пътна мрежа на България с направление от североизток на югозапад в Северна България, преминаващ по територията на 5 области: Русенска, Великотърновска, Плевенска, Ловешка и Софийска област. Общата му дължина е 203 km, като по цялата си дължина съвпада с Европейски път Е83.

## Географско описание
Пътят започва при 59,0 km на Републикански път I-5, на 2,8 km югозападно от гара Бяла (Област Русе) и се насочва на запад през Средната Дунавска равнина. Минава през село Пейчиново и навлиза във Великотърновска област. Тук той преминава през селата Масларево и Горна Студена и след разклона за село Овча могила преминава на територията на Плевенска област. Преминава през село Козар Белене, пресича река Осъм и продължава на запад през селата Обнова и Тотлебен и достига северно от Плевен. Заобикаля града от север и северозапад, пресича река Вит и се насочва на югозапад. Преминава покрай град Долни Дъбник, през селата Горни Дъбник, Телиш и Радомирци и навлиза в Ловешка област. Изкачва се нагоре покрай левия бряг на река Златна Панега, преминава през центъра на град Луковит и през селата Петревене, Румянцево и Златна Панега и при 155,8 km достига местността „Коритна“, където наляво се отделя Републикански път I-4. След това пътят навлиза в Предбалкана, като 27 – 28 km върви успоредно с автомагистрала „Хемус“. Преминава през град Ябланица и преди село Джурово навлиза в Софийска област. Последователно минава през селата Джурово, Осиковица, Осиковска Лакавица и Правешка Лакавица и достига до северните покрайнини на град Правец. Там завива на запад, минава през село Разлив, навлиза в Ботевградската котловина, минава и през село Трудовец и центъра на град Ботевград и в северозападния край на града се свързва с Републикански път I-1 при неговия 190,2 km.
Общо в системата на Републикански път I-3 има 1+35 броя пътища от Републиканската пътна мрежа, от които: 3 броя пътища 2-ри клас; 13 броя пътища 3-ти клас с трицифрени номера и 19 броя пътища 3-ти клас с четирицифрени номера. Директно от Републикански път I-3 вляво и вдясно се отклоняват 3 второкласни и 14 третокласни пътища:
Второкласни пътища
- при 80,1 km, северно от село Гривица – надясно Републикански път II-34 (40,9 km) до град Никопол;
- при 80,1 km, северно от село Гривица – наляво Републикански път II-35 (126,3 km) до село Кърнаре;
- при 171,7 km, в село Джурово – наляво Републикански път II-37 (225,6 km) до село Барутин;

Третокласни пътища (с трицифрени номера)
- при 38,6 km – надясно Републикански път III-302 (30,2 km) до село Царевец;
- при 42,2 km, в село Козар Белене – наляво Републикански път III-301 (52,8 km) до град Ловеч;
- при 48,2 km, в село Българене – наляво Републикански път III-303 (70,7 km) до 80,6 km на Републикански път III-609 (източно от село Денчевци);
- при 50,8 km – надясно Републикански път III-304 (24,5 km) до село Дебово;
- при 97,4 km, западно от село Ясен – наляво Републикански път III-305 (61,0 km) до село Гложене;
- при 137,4 km, в град Луковит – надясно Републикански път III-306 (65,1 km) до град Оряхово;
- при 138,2 km, в град Луковит – наляво Републикански път III-307 (39,8 km) до 1,8 km на Републикански път III-401 (северно от село Микре);
- при 186,0 km, в село Правешка Лакавица – надясно Републикански път III-308 (29,8 km) до 32,7 km на Републикански път III-103 (южно от град Роман).

Третокласни пътища (с четирицифрени номера)
- при 48,8 km, в село Българене – надясно Републикански път III-3002 (20,6 km) през селата Стежерово и Божурлук до село Ореш;
- при 88,6 km, северно от Плевен – надясно Републикански път III-3004 (28,2 km) през село Опанец, градовете Долна Митрополия и Тръстеник и село Ореховица до 27,5 km на Републикански път III-137, източно от село Брегаре;
- при 97,4 km, западно от село Ясен – наляво Републикански път III-3005 (44,9 km) през селата Ясен, Дисевица, Търнене, Градина, Петърница, Бъркач, Беглеж и Катунец до 15,0 km на Републикански път III-3504, източно от село Орляне;
- при 132,5 km, в село Радомирци – надясно Републикански път III-3006 (10,7 km) през село Рупци до град Червен бряг;
- при 144,0 km, в село Петревене – надясно Републикански път III-3008 (14,5 km) през село Беленци до село Орешене, при 46,9 km на Републикански път III-103;
- при 191,0 km, северно от град Правец – наляво Републикански път III-3009 (12,5 km) до 17,5 km на Републикански път II-37, северно от град Етрополе;

## Подробно описание
| Пътища, отклоняващи се надясно (населено място, № на пътя, посока на пътя) | Км    | Пътища, отклоняващи се наляво (посока на пътя, № на пътя, населено място)     |
| -------------------------------------------------------------------------- | ----- | ----------------------------------------------------------------------------- |
| Община Бяла, Област Русе, I-5, 59,0 km →                                   | 0,0   | → 59,0 km, I-5, Област Русе, Община Бяла                                      |
| (за с. Босилковци) общински път, с. Пейчиново ←                            | 3,6   | с. Пейчиново                                                                  |
| Община Полски Тръмбеш, Област Велико Търново                               | 6,2   | Област Велико Търново, Община Полски Тръмбеш                                  |
| (до 70,7 km на III-405) III-407, 77,0 km ←                                 | 9,1   | ← 77,0 km, III-407 (от с. Моравица)                                           |
| (до с. Алеково) III-504, 38,4 km, с. Масларево ←                           | 16,4  | ← с. Масларево, 38,4 km, III-504 (от с. Самоводене)                           |
| Община Свищов                                                              | 23,8  | Община Свищов                                                                 |
| (до гр. Свищов) III-405, 46,8 km, с. Горна Студена ←                       | 25,8  | ← с. Горна Студена, 46,8 km, III-405 (от 98,6 km на I-4)                      |
| (за с. Овча могила) общински път ←                                         | 33,9  | → общински път (за с. Червена)                                                |
| Община Левски, Област Плевен                                               | 37,2  | Област Плевен, Община Левски                                                  |
| (до с. Царевец) III-302, 0,0 km ←                                          | 38,6  |                                                                               |
| с. Козар Белене                                                            | 42,2  | → с. Козар Белене, 0.0 km III-301 (до гр. Ловеч)                              |
| (за с. Деляновци) общински път ←                                           | 43,2  |                                                                               |
| с. Българене                                                               | 48,2  | → с. Българене, 0.0 km III-303 (до 80,6 km на III-609)                        |
| (до с. Ореш) III-3002, 0,0 km, с. Българене ←                              | 48,8  | с. Българене                                                                  |
| (до с. Дебово) III-304, 0,0 km ←                                           | 50,8  |                                                                               |
| (за с. Трънчовица) общински път, с. Обнова ←                               | 56    | → с. Обнова, общински път (за с. Каменец)                                     |
| Община Пордим                                                              | 59,6  | Община Пордим                                                                 |
| (за гр. Славяново) общински път, с. Тотлебен ←                             | 62    | → с. Тотлебен                                                                 |
| (от с. Коиловци) III-3402, 14,0 km →                                       | 66,3  | → 14,0 km, III-3402 (до с. Дойренци)                                          |
| Община Плевен                                                              | 74,3  | Община Плевен                                                                 |
|                                                                            | 76,7  | → общински път (за с. Гривица)                                                |
| (до гр. Никопол) II-34, 0,0 km ←                                           | 80,1  | → 0.0 km II-35 (до с. Кърнаре)                                                |
| (до 27,5 km на III-137) III-3004, 0,0 km ←                                 | 88,6  | → ул. „Българска авиация“ (за гр. Плевен)                                     |
| (от гр. Гулянци) III-118, 27,0 km →                                        | 94,4  |                                                                               |
|                                                                            | 97,4  | → 0,0 km, III-305 (до с. Гложене) → 0,0 km, III-3005 (до 15,0 km на III-3504) |
| Община Долни Дъбник                                                        | 100,4 | Община Долни Дъбник                                                           |
| (от с. Крапчене) II-13, 105,3 km, гр. Долни Дъбник →                       | 101,0 | гр. Долни Дъбник                                                              |
| гр. Долни Дъбник                                                           | 103   | → гр. Долни Дъбник, общински път (за с. Градина)                              |
| (за гр. Долни Дъбник) общински път, ←                                      | 105,1 |                                                                               |
| (от гр. Искър) III-1308, 15,9 km, с. Горни Дъбник →                        | 110,8 | → с. Горни Дъбник, общински път (за с. Крушовица)                             |
| Община Червен бряг                                                         | 117,4 | Община Червен бряг                                                            |
| (за с. Телиш) общински път ←                                               | 121,2 | → общински път (за с. Садовец)                                                |
| (за с. Телиш) общински път ←                                               | 122,9 | → общински път (за с. Ракита)                                                 |
| (до гр. Червен бряг) III-3006, 0,0 km, с. Радомирци ←                      | 132,5 | → с. Радомирци, общински път (за с. Ракита)                                   |
| Община Луковит, Област Ловеч                                               | 134,4 | Област Ловеч, Община Луковит                                                  |
| (до гр. Оряхово) III-306, 0,0 km, гр. Луковит ←                            | 137,4 | гр. Луковит                                                                   |
| (за с. Карлуково) общински път, гр. Луковит ←                              | 138,2 | → гр. Луковит, 0.0 km III-307 (до 1,8 km на III-401)                          |
|                                                                            | 143,1 | → общински път (за с. Тодоричене)                                             |
| (до с. Орешене) III-3008, 0,0 km, с. Петревене ←                           | 144,0 | → с. Петревене                                                                |
| (за с. Карлуково) общински път, с. Румянцево ←                             | 147,3 | с. Румянцево                                                                  |
| Община Ябланица                                                            | 149,8 | Община Ябланица                                                               |
| (от гр. Мездра) III-103, 52,7 km, с. Златна Панега →                       | 152,3 | → с. Златна Панега, 52,7 km, III-103 (до 7,1 km на I-4)                       |
| местност „Коритна“                                                         | 155,8 | → местност „Коритна“, 0,0 km, I-4 (до 107,3 km на I-2)                        |
|                                                                            | 157,2 | → общински път (до 84,5 km на автомагистрала „Хемус“)                         |
| (до с. Орешене) III-358, 81,0 km, гр. Ябланица ←                           | 161,0 | ← гр. Ябланица, 81,0 km, III-358 (от гр. Троян)                               |
|                                                                            | 163,3 | → общински път (до 80,5 km на автомагистрала „Хемус“)                         |
| (за с. Равнище) общински път ←                                             | 167,4 |                                                                               |
|                                                                            | 169,9 | → общински път (за с. Голям извор)                                            |
| Община Правец, Софийска област                                             | 171,1 | Софийска област, Община Правец                                                |
| (за с. Видраре) общински път, с. Джурово ←                                 | 171,7 | → с. Джурово, 0,0 km, II-37 (до с. Барутин)                                   |
| с. Осиковица                                                               | 176,7 | с. Осиковица                                                                  |
| автомагистрала „Хемус“, 60,9 km ←                                          | 181,9 | ← 60,9 km, автомагистрала „Хемус“                                             |
| с. Осиковска Лакавица                                                      | 183,1 | с. Осиковска Лакавица                                                         |
| (до 32,7 km на III-103) III-308, 0,0 km, с. Правешка Лакавица ←            | 186,0 | с. Правешка Лакавица                                                          |
|                                                                            | 191,0 | → 0,0 km, III-3009 (до 17,5 km на II-37)                                      |
|                                                                            | 193,6 | → общински път (за гр. Правец)                                                |
| автомагистрала „Хемус“, 53,1 km ←                                          | 194,6 | ← 53,1 km, автомагистрала „Хемус“                                             |
| с. Разлив                                                                  | 196,2 | с. Разлив                                                                     |
| Община Ботевград                                                           | 196,8 | Община Ботевград                                                              |
| с. Трудовец                                                                | 197,4 | с. Трудовец                                                                   |
| (от 188,7 km на I-1) II-17, 3,5 km →                                       | 200,0 | → 3,5 km, II-17 (до 47,0 km на автомагистрала „Хемус“)                        |
| гр. Ботевград                                                              | 201,8 | гр. Ботевград                                                                 |
| (от ГКПП Видин - Калафат) I-1, 190,2 km, гр. Ботевград →                   | 203,0 | → гр. Ботевград, 190,2 km, I-1 (до ГКПП Кулата - Промахон)                    |